# Cephalorhynchus commersonii
Cephalorhynchus commersonii — вид ссавців родини дельфінових.

## Поширення
Країни поширення: Антарктида, Аргентина, Чилі, Фолклендські острови, Французькі південні території, епізодично ПАР.